# Зозуля-велет
Зозуля-велет (Scythrops novaehollandiae) — вид птахів з родини зозулевих (Cuculidae).

## Поширення
Вид поширений на півночі і сході Австралії, на сході Індонезії, у Новій Гвінеї та архіпелазі Бісмарка. Бродяжні птахи спостерігалися у Новій Каледонії і Новій Зеландії, на решті території Австралії, та на Самоа.

## Підвиди
Відомо три підвиди:
- S. n. novaehollandiae  Latham, 1790 — номінальна форма. Райони розмноження цього підвиду знаходяться вздовж узбережжя північно-східної Австралії, круглий рік на півдні Нової Гвінеї, зони зимівлі на півночі Нової Гвінеї та Малих Зондських островів;
- S. n. fordi Mason, IJ, 1996 — цілий рік на островах Сулавесі, Муна і Тукангбесі. Підвид більший за номінальну форму;
- S. n. schoddei Mason, IJ, 1996 — цілий рік на Новій Британії. Цей підвид також значно більший за номінальну форму.

## Опис
Дуже велика зозуля з довжиною тіла 60—70 сантиметрів; близько третини припадає лише на хвіст. Маса тіла коливається від 535 до 777 грам. Голова досить велика по відношенню до розміру тіла. Впадає в око великий дзьоб, форма якого нагадує дзьоби птахів-носорогів. Кінчик дзьоба загнутий донизу. Дзьоб у сіро-коричневий, лапки світло-сірі. Червона гола смужка шкіри тягнеться від ротової щілини з червоною окантовкою до ока, де вона утворює кільце. На горлі є пір'я, схожі на бороду. Його лапи короткі й слабкі, мають чотири пальці, два спрямовані вперед і два спрямовані назад. Голова, шия і верхня частина грудей світло-блакитно-сірого або сірого кольору. Крила плямисті чорні на темно-сірому або сіро-коричневому тлі з плямами на кінчиках крил. Нижня частина грудей і живота злегка брудно-білі. На боках є сіра горизонтальна смуга, але вона не тягнеться далеко вниз по тілу. На задній частині хвоста є дуже широка чорна поперечна смуга, яка ззаду переходить у білу кінцеву смугу. Інша частина хвоста темно-сіра зі злегка блакитним відтінком.

## Спосіб життя
У період розмноження зозулю-велета можна спостерігати окремо або парами. Поза періодом розмноження вони часто відпочивають невеликими групами на високих деревах. її основна активність припадає на світанок і сутінки, хоча іноді літає вночі. Харчується фруктами і комахами, яких шукає серед дерев.
Зозуля-велет є гніздовим паразитом. Вона відкладає яйця в гнізда інших видів птахів. Паразитує на воронових, сорокопудових і сорочицевих птахах. Самець відволікає увагу птаха-господаря, а самиця відкладає яйце в гніздо. Пташеня зозулі-велета не викидає з гнізда яйця або пташенят птаха-господаря, як це спостерігається в інших видів зозуль.